# Zhuang (ethnie)
Pour les articles homonymes, voir Zhuang.

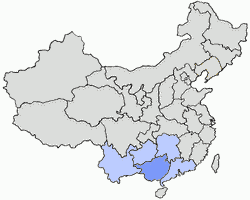
Le Guangxi en foncé et les provinces de Yunnan, Guangdong, Guizhou et Hunan en clair

Les Zhuang (chinois simplifié : 壮族 ; chinois traditionnel : 壯族 ; pinyin : Zhuàngzú ; nom natif : Bouчcueŋь/Bouxcuengh) forment un peuple d'Asie vivant dans le Guangxi, au sud-est de la Chine. Ils forment une des 56 nationalités de Chine. Leur population, estimée à 18 millions de personnes en 2010, fait d'eux la plus importante minorité chinoise, en deuxième position après la majorité Han (92 %).

## Géographie
Les Zhuang forment l'un des 56 groupes ethniques officiellement reconnus par la République populaire de Chine. Ils vivent principalement dans le Guangxi, dans le sud-est de la Chine. Il existe aussi des communautés dans les provinces de Yunnan, Guangdong, Guizhou et Hunan.

## Culture

### Langue
Il existe une langue zhuang indigène, appartenant au sous-groupe des langues taï, et traditionnellement écrite en sinogrammes, mais utilisant aujourd'hui principalement l'alphabet latin, comme l'écriture vietnamienne — le Guangxi étant frontalier du Viêt Nam.

### Religion
La plupart des Zhuang sont fidèles à leur religion traditionnelle tenant de l'animisme et du culte des ancêtres. Mais figurent parmi eux un certain nombre de bouddhistes, de taoïstes, de chrétiens et de musulmans.

### Histoire
Les Zhuang sont un peuple autochtone de la région autonome Zhuang du Guangxi en Chine. Le peuple Zhuang vivait déjà dans la région du Guangxi dans le Néolithique, ce qui a été mis en évidence par un grand nombre de données archéologiques,,.
Les Zhuang ne gardèrent aucune trace de leur histoire jusqu'à la dynastie Zhou (475 – 221 av. J.-C.) de Chine. Les Chinois appellent cette période l'ère Bai Yue (百越, bǎi yuè, « les cent Yue »). L'est du Guangxi fut conquis par les Han sous la dynastie Qin en -214. Les Han construisirent le canal Ling pour relier les fleuves Xiang et Lijiang et former le canal Lingqu.
Un État indépendant connu sous le nom de Nan Yue (南越, nán yuè, « Yue du sud »), près de Canton, fut créé par le général Zhao Tuo quand la dynastie Qin s'effondra. Ce royaume fut soutenu par les Zhuang jusqu'à sa chute en -111. La dynastie Han (-206 à 220) considérait la culture zhuang comme improductive, et elle réduisit l'autorité locale pour implanter des postes militaires à Guilin, Wuzhou et Yulin.
En 42, une révolte à Tonkin fut organisée et réussie par le général Ma Yuan, qui montrait un certain intérêt pour le peuple zhuang. Il réorganisa alors l'autorité zhuang, améliora le service public, fit creuser des canaux pour améliorer la production. Ses travaux menèrent les Zhuang à des conditions de vie modernes, et des temples en son honneur existent encore aujourd'hui.
Après la chute de la dynastie Han, un flux d'immigrants Yao du Hunan rendit la région instable, car les Yao étaient hostiles à l'intégration. La région de Guiping dans le Guangxi où ils s'installèrent, devint un nid révolutionnaire contre la loi Han, causant la souffrance de nombreux Zhuang.
Sous la dynastie Tang, le Guangxi devint une partie de la grande province de Ling-nan Tao, avec le Hainan et le Guangdong. Le sage Liu Zongyuan était l'administrateur préfectoral de Liuzhou. Les Zhuang décidèrent alors de se rallier au royaume Tai de Nanchao dans le Yunnan. Le Guangxi fut alors divisé, avec une partie d'ascendance Zhuang à l'ouest de Nanning et une partie d'ascendance Han à l'est.
Après la chute des Tang, un nouveau royaume chinois appelé Nan Han (Han du Sud) basé à Guangdong prit le contrôle des Zhuang, mais ce royaume était voué à l'instabilité et fut annexé par la dynastie Song de Chine en 971. La domination Nan Han sur les Zhuang eut un impact minimal sur les activités des Zhuang.
Les Song développèrent une nouvelle façon de traiter avec les Zhuang, un mélange de méthode forte et d'apaisement, qui ne satisfaisait pas les Zhuang et ne calmait pas les violences amenées dans la région par les Yao. En 1052, le leader Zhuang Nong Zhigao mena une révolte et instaura un royaume indépendant dans le Sud-Ouest. La révolte fut écrasée, et les Song devinrent encore plus brutaux, causant de nombreuses révoltes contre les Chinois.
Quand la dynastie Yuan prit la place des Song, ils passèrent plusieurs années à décider que faire avec les Zhuang. Embarrassés par les mauvaises relations de leurs prédécesseurs, ils décidèrent de faire de la région une province chinoise à part entière plutôt qu'un territoire occupé. Le résultat fit encore plus de mécontentement, les Zhuang et les Yao se sentant envahis. De plus, les membres d'une autre ethnie -les Miao- quittèrent le Guizhou et le Hunan pour rejoindre les terres des Zhuang.
La région resta dans le chaos, forçant la dynastie Ming (1368-1644) à intervenir unilatéralement : les Ming donnèrent aux Zhuang une armée pour attaquer les Yao. Une fois les Yao éliminés, les Ming utilisèrent les armées qu'ils avaient confiées aux Zhuang pour supprimer les dirigeants Zhuang, et diriger d'une main de fer leur peuple sans chef. Ce fut certainement la période la plus sanglante dans l'histoire de cette région relativement calme, avec surtout la bataille de la gorge de Rattan en 1465, qui fit 20 000 morts. Bien sûr, les Ming n'eurent pas de succès dans la région, mais sous leurs réformes les grandes villes prospérèrent néanmoins.

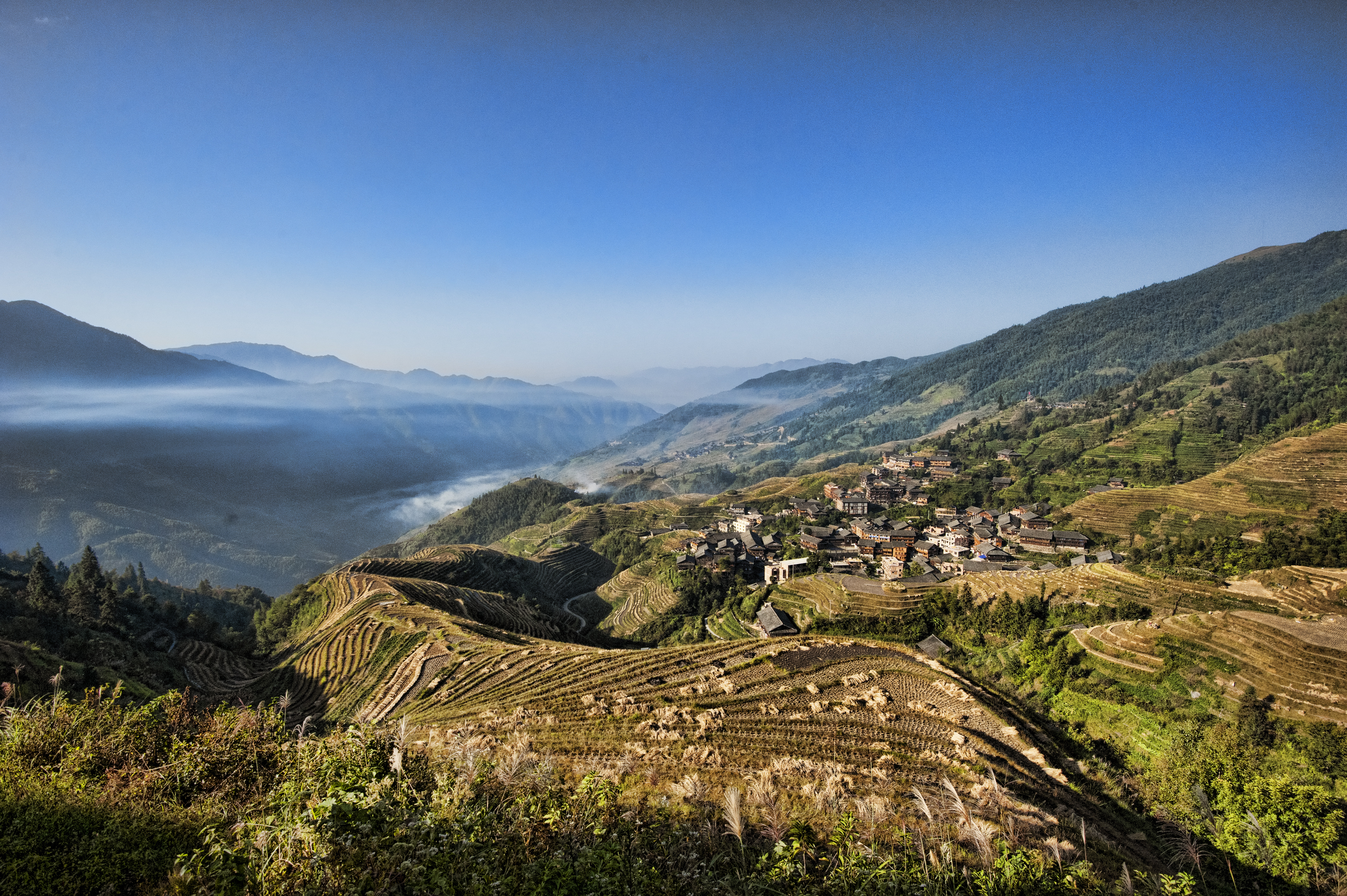
Zones habitée par les Zhuangs — Ville de Ping'an, Longsheng, préfecture de Guilin, Guangxi

La dynastie Qing (1644 - 1912) laissa la région dans l'anarchie jusqu'en 1726 lorsqu'ils imposèrent une domination directe comme les Yuan l'avaient fait. Ce fut aussi un échec car une révolution Yao eut lieu en 1831. Vingt ans plus tard en 1850, la même région connut la rébellion Taiping. L'exécution d'un missionnaire français mena à la seconde guerre de l'opium en 1858. La Guerre franco-chinoise de 1885 plaça le Viêt Nam sous la domination française, et ouvrit la porte aux annexions étrangères. Ces événements successifs causèrent une dépression économique qui dura tout au long du XIXe siècle.
Avec la région voisine du Guangdong, le Guangxi prit part à la révolution nationaliste de Sun Yat-sen. Avec la chute des Qing, les Zhuang envoyèrent des représentants au gouvernement central pour plaider l'autonomie du Guangxi, mais après des années d'échecs protocolaires, la "Clique du Guangxi" passa à la révolte en 1927. Pendant deux ans de quasi-autonomie, les dirigeants locaux Li Tsung-jen et Li Chi-shen modernisèrent le Guangxi, mais Tchang Kaï-chek écrasa leur révolte en 1929.
Pendant la Seconde Guerre mondiale, le Guangxi constitua une cible majeure des attaques japonaises, qui envahirent la côte en 1939. Le quotidien patriotique Quotidien du salut national fut imprimé à Guilin. En 1944, les Japonais lancèrent une offensive majeure contre la moitié Ouest du Guangxi, mais la guérilla Zhuang et une contre-attaque chinoise les repoussèrent.
Malgré l'échec de la Clique, Tchang ne réussit pas à placer le Guangxi sous la loi provinciale, et le territoire resta désorganisé jusqu'en 1950. L'élimination du Kuomintang du Guangxi mena à un soutien généralisé du Communisme.
En 1958, les Zhuang atteignirent l'autonomie. Depuis la création de la Région autonome du Guangxi, les Zhuang ont retrouvé leurs idéaux du Ier siècle : rester unique, rester Zhuang, mais faire partie intégrante de la Chine. Certains[Qui ?] disent que c'est allé trop loin et que les Zhuang ont été complètement assimilés. Les plus vieux Zhuang se sentent des étrangers sur leurs terres, surtout après la réforme de l'écriture qui ne leur permet même plus d'écrire. La région autonome Zhuang du Guangxi est en dépression économique perpétuelle depuis 1970.

### Figures
- Huang Xianfan, né le 13 novembre 1899 à Fusui et décédé à Guilin le 18 janvier 1982, est un historien et anthropologue chinois de la période moderne.

## Étymologie
Le nom de la minorité Zhuang était traditionnellement écrit 獞. L'élément graphique servant de radical signifie "animal", et sert aussi de radical aux caractères désignant des animaux, et d'autres caractères à connotation négative ou péjorative. À cause de cela, le caractère a été considéré comme discriminant. En 1949, le radical "Animal" fut remplacé par le radical signifiant "personne", et le sinogramme devint 僮. Par la suite, il fut encore remplacé par 壯, un sinogramme existant précédemment et qui signifie "Vigoureux" ou "Fort".